# Paricutín
Paricutín je sopka (přesněji struskový kužel), která se nachází v mexickém sopečném pásu jihozápadního Mexika ve státě Michoacán. Poslední erupce se odehrála v roce 1952.
Sopka Paricutín je nejvíce zdokumentovaná sopka z přibližně 1400 sopek v oblasti vulkanického centra Michoacán - Guanajuato. Jedná se o velmi mladý vulkán, který vznikl pyroklastickým výbuchem uprostřed kukuřičného pole v roce 1943 a během následných erupcí dosáhl výšky 336 metrů během jednoho roku. Série následných erupcí kužel sopky neustále narůstal a do roku 1952 se výška zvětšila o dalších 88 metrů. Celkově tedy o 424 metrů výše než okolní krajina. Celková plocha, na které se sopka rozrostla, dosahuje 25 km². Následně se sopečná aktivita uklidnila a další erupce již významně sopku nezvětšují.
Sopka je ideálním místem pro vulkanology, kteří zde mají ideální možnost pozorovat sopku od svého zrodu. Podrobné mapování a dokumentace se stávají cenným materiálem pro další modelové studie a předpovídání chování sopek.